# Bracon glabrescens
Bracon glabrescens är en stekelart som först beskrevs av Gyöö Viktor Szépligeti 1901.  Bracon glabrescens ingår i släktet Bracon och familjen bracksteklar. Inga underarter finns listade.